# Miradouro da Lua
O Miradouro da Lua é um conjunto de falésias 40 km a sul de Luanda, no município da Belas, em Angola.
Ao longo do tempo, a erosão provocada pelo vento e pela chuva foi criando a paisagem de tipo lunar que hoje encontramos. O Miradouro da Lua é um ponto turístico de paragem obrigatória para quem se dirige de Luanda à Barra do Cuanza ou às praias do Cabo Ledo.
Este foi o cenário do filme "O Miradouro da Lua" do realizador português Jorge António, a primeira co-produção cinematográfica luso-angolana, rodada em 1993 e que obteve o prémio especial Realização no Festival de Gramado, Brasil. A longa-metragem, do género ficção, tem a participação de actores e técnicos angolanos e portugueses. Conta a história de um jovem lisboeta que vem a Angola à procura do pai que não conhece, e que no fim do filme, no cenário grandioso do Miradouro da Lua, decide permanecer em Angola. 
O Miradouro da Lua é considerada a atração turística mais visitada de Angola.